# Caloptilia semifasciella
Caloptilia semifasciella là một loài bướm đêm thuộc họ Gracillariidae. Nó được tìm thấy ở Nhật Bản (Hokkaidō, Honshū, Kyūshū).
Sải cánh dài 11–12 mm.
Ấu trùng ăn Acer crataegifolium, Acer distylum, Acer micranthum, Acer rufinerve và Acer tschonoskii. Chúng có thể ăn lá nơi chúng làm tổ.